# Antoni Palau i Verdera

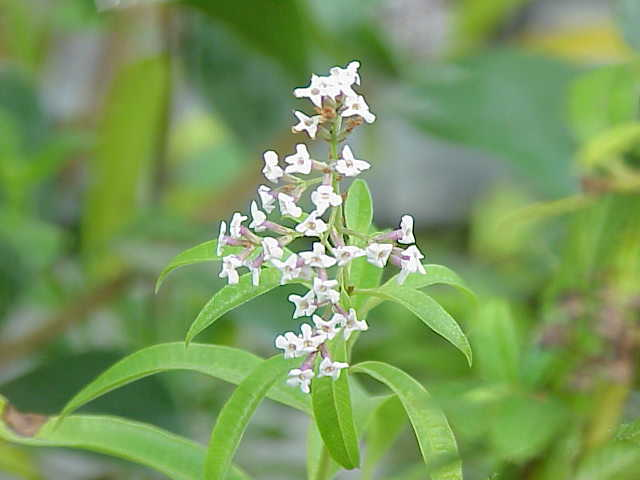
Aloysia citriodora espècie descrita per Palau

Antoni Palau i Verdera (1734, Blanes, la Selva - 1793) fou un naturalista, metge i botànic català. Es dedicà amb molta fe a l'estudi de la botànica, i avançà tant en aquest camp, que el 1773 aconseguí per oposició el nomenament de segon catedràtic del Real Jardí Botànic de Madrid. Fou membre de la Reial Acadèmia de Medicina a la dita capital, de l'Acadèmia de Ciències i Arts de Barcelona, de la Sociedad de Medicina de Sevilla, etc., i va merèixer l'agraïment de la ciència per haver contribuït amb les seves obres a desenvolupar a Espanya l'afició a la botànica i haver dat a conèixer als espanyols les obres més notables dels botànics estrangers, principalment al traduir i comentar en Linné i Tournefort. Malgrat del seu mèrit, el docte Palau i Verdera no fou conegut a l'estranger tant com es mereixia, el que no deixa d'ésser una anomalia, car d'altres contemporanis seus, amb menys dret que ell, foren molt celebrats fora d'Espanya.

## Obres
- Explicación de la filosofía y fundamentos botánicos de Linneo (Madrid, 1778)
- 1784-1788. Parte práctica de Botánica: Parte práctica de botánica del caballero Carlos Linneo que comprehende.... Ocho vols. de la traducción de Species plantarum de Linneo (Madrid, 1784) En aquesta obra, traduïda de Linné, s'inclouen els noms vulgars i les localitats espanyoles de moltes plantes, i al final de la mateixa Palau i Verdera inserí alguns treballs de botànica, uns originals i d'altres traduïts.[2]
- Gómez Ortega, Casimiro & Palau y Verdera, Antonio. 1785. Curso elemental de Botánica teórico y práctica, dispuesto para la enseñanza del Real Jardín Botánico de Madrid. Madrid, Imp. Real. (1788).
- Descripción historica de la planta que Leonardo Fuchsio llama <<Seriphium Absintium>>, treball que inserí en unió de Gómez Ortega en el Memorial Literario de Madrid (abril de 1787).
- La monografia Sobre la planta Authoxauthum o Flor de flores. Descripción de la planta que llama Lysimachin el padre fray Santiago de San Antonio. Descripción del <<Dracocephalum canariense>> (1784), en col·laboració aquesta última amb el citat Gómez Ortega, etc.